# Piano burning

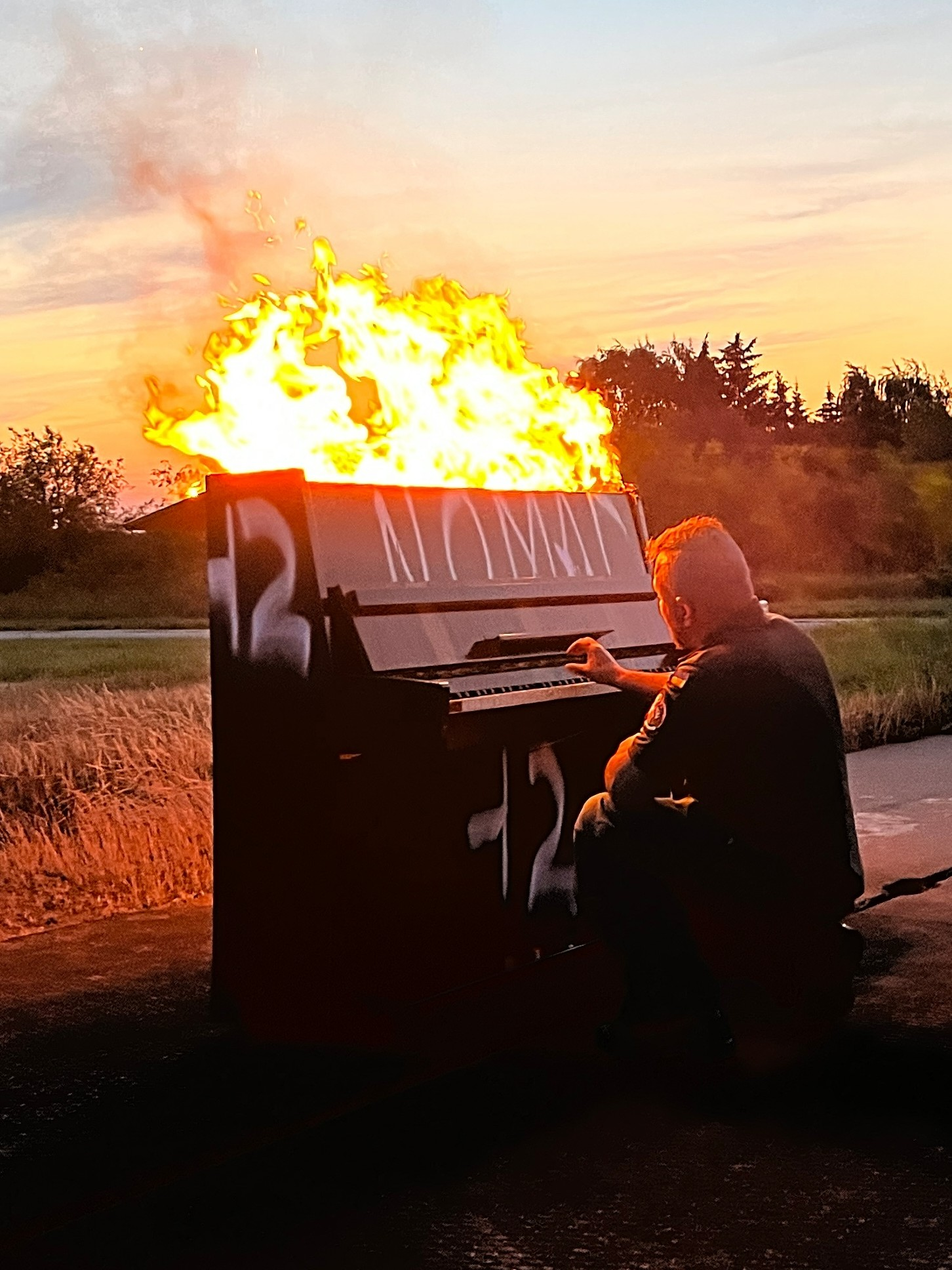
Verbrennung eines Klaviers zu Ehren des Piloten Wladyslaw Sawjeljew, der 2023 bei der Verteidigung der Ukraine gegen die russischen Invasoren ums Leben kam

Piano burning oder Piano burn, also das Verbrennen eines Klaviers, ist einerseits ein militärischer Brauch, der bei Luftstreitkräften, vor allem bei der Royal Air Force und der United States Air Force, gepflegt wird, andererseits mitunter Teil eines Kunstgeschehens.

## Geschichte des militärischen Brauchs
Die Ursprünge des Zeremoniells, das sich vor dem oder während des Zweiten Weltkriegs bei der Royal Air Force (RAF) entwickelt haben soll, sind nicht sicher überliefert.
Eine Theorie lautet, dass die Vergrößerung der britischen Luftstreitkräfte während des Ersten Weltkriegs der Auslöser gewesen sei. Es hätten zu wenige Anwärter aus den gehobenen Kreisen zur Verfügung gestanden und daher seien nicht mehr ausschließlich „Gentlemen“ in diesen Truppenteil aufgenommen worden. Um den neu Angeworbenen aus den niedrigeren Schichten etwas Kultur nahezubringen, habe die Royal Air Force für diese Personen verpflichtende Klavierstunden angesetzt. Nachdem – durch einen Zufall oder durch Brandstiftung – eines der dabei genutzten Klaviere in Flammen aufgegangen sei und infolgedessen in der betroffenen Squadron der RAF Leuchars dieser Klavierunterricht geendet habe, habe sich die Idee weiterverbreitet, durch das Verbrennen der Klaviere den offenbar ungeliebten Unterricht zu vermeiden. Der Brauch habe sich auch dann noch gehalten, als der Klavierunterricht für die Truppenangehörigen längst Vergangenheit gewesen sei. 
Einer anderen Theorie nach wurde während des Zweiten Weltkriegs ein Kampfpilot getötet, der ein begabter Pianist gewesen war und nach seinen Einsätzen jeweils Klavier gespielt hatte. Um diesen gefallenen Kameraden zu ehren, sollen die Angehörigen seiner Einheit dessen Klavier verbrannt und damit die Tradition der Klavierverbrennungen eingeleitet haben.
Der Brauch, in Luftwaffeneinheiten Klaviere zu verbrennen, gelangte vom Vereinigten Königreich in die USA und auch zu den Luftstreitkräften anderer Länder. Er wird mittlerweile in der Regel nach dem Tod von Kameraden befolgt. So wurde beispielsweise 2015, nachdem zwei britische Soldaten bei einem Helikopterunglück in Kabul ums Leben gekommen waren, zu deren Ehren ein Klavier verbrannt. Ferner ist es Sitte geworden, ein Klavier zu verbrennen, wenn eine Einheit aufgelöst wird. Dies fand etwa 2014 statt, als die 654h Aggressor Squadron, Teil der 57th Adversary Tactics Group der Luftstreitkräfte der Vereinigten Staaten, deaktiviert wurde.
Mitunter wird das Klavier, bevor es in Brand gesetzt wird, noch anderweitig „angegriffen“, manchmal wird auch ein Glas Bier für den gefallenen Kameraden auf das Instrument gestellt, bevor dieses angezündet wird. 
Zur Beruhigung von Pianisten und Musikliebhabern versicherte Alec Coles-Aldridge in einem kurzen Artikel über den militärischen Brauch, dass dabei normalerweise keine besonders wertvollen Instrumente zerstört werden. Es seien „not Steinway pianos; usually cheaper upright pianos“.

## Klavierverbrennungen in der Kunst
Neben der militärischen Tradition hat die Klavierverbrennung auch Einzug in die Kunst gehalten. 
Annea Lockwood komponierte 1968, neben Piano Drowning und Piano Garden, ihr Stück Piano Burning. Sie empfahl für die Aufführung dringlich, erstens ein ausgedientes, auf keinen Fall mehr reparables Klavier dafür zu verwenden und zweitens keinen Flügel, sondern ein Pianino, was ein sehr viel schöneres Bild abgebe. Eine Klavierverbrennung könne bis zu drei Stunden in Anspruch nehmen. Das Klavier solle nach Möglichkeit auch noch gespielt werden, wenn es schon in Flammen stehe, und wenn man es sich leisten könne, solle man auch ein altes Mikrophon in dem Instrument anbringen, um dessen letzte Minuten akustisch zu dokumentieren.
1973 folgte Yōsuke Yamashita, der für Kiyoshi Awazu in einem Kurzfilm auf einem brennenden Klavier spielte. Er wiederholte diesen künstlerischen Akt 35 Jahre später noch einmal auf eigene Faust.
2011 zündete Chiharu Shiota auf dem Mona Foma arts festival in Tasmanien ein Klavier als Teil eines Happenings an, und Douglas Gordon baute in seinen Film The End of Civilisation ein brennendes Klavier ein, da das Klavier seiner Ansicht nach das „ultimate symbol of western civilisation“ ist.
Diego Stocco benutzte einen Butangasbrenner, um eine Aufnahme mit einem brennenden Klavier zu generieren. Das Stück, das er daraus machte, trägt den Titel Burning Piano.
Michael Hannans Burning Questions von 2004 gehen ebenfalls auf eine Klavierverbrennung zurück.
Eine andere Methode, Klaviere im Rahmen eines Kunst-Aktes zu zerstören, ist der Piano drop, der auf den Fluxus-Künstler Al Hansen zurückgeht. Beim Piano drop wird ein Klavier aus großer Höhe fallen gelassen.